# Tunde Akinsola
Babatunde Jimoh Akinsola (Lagos, 10 de marzo de 2003), más conocido simplemente como Tunde Akinsola, es un futbolista nigeriano que juega como extremo en el AVS Futebol SAD de la Primeira Liga.

## Trayectoria
Nacido en Lagos, comienza su carrera en el equipo regional Valiant FC. En 2020 se une al fútbol base del Vasalunds IF de la Superettan, debutando con el primer equipo el 4 de agosto de 2021 al entrar como suplente en los minutos finales de una derrota por 0-1 frente al Helsingborgs IF.
En septiembre de 2022, tras volver al Valiant, se une al Real Valladolid C. F. a modo de prueba y acaba firmando en enero de 2023 un contrato en propiedad por 18 meses para jugar en el filial. Logra debutar con el primer equipo el 14 de mayo de 2023 al entrar como suplente en los minutos finales de una derrota por 0-3 frente al Sevilla F. C. en la Primera División.
El 31 de enero de 2024 fue cedido hasta final de temporada al AVS Futebol SAD de la Segunda División de Portugal del que es presidente el ex-blanquivioleta Henrique Sereno.
El 15 de agosto fichó definitivamente por AVS Futebol SAD pero esta vez para jugar en la Primeira Liga.

## Clubes
Actualizado al último partido disputado el 2 de junio de 2024.
| Club                     | País          | Año           | Partidos | Goles |
| ------------------------ | ------------- | ------------- | -------- | ----- |
| Vasalunds IF             | Suecia        | 2021-2022     | 1        | 0     |
| Real Valladolid Promesas | España        | 2023-2024     | 11       | 0     |
| Real Valladolid C. F.    | España        | 2023-2024     | 11       | 0     |
| AVS Futebol SAD          | Portugal      | 2024-act.     | 17       | 1     |
| Total carrera            | Total carrera | Total carrera | 40       | 1     |